# پرشکوه

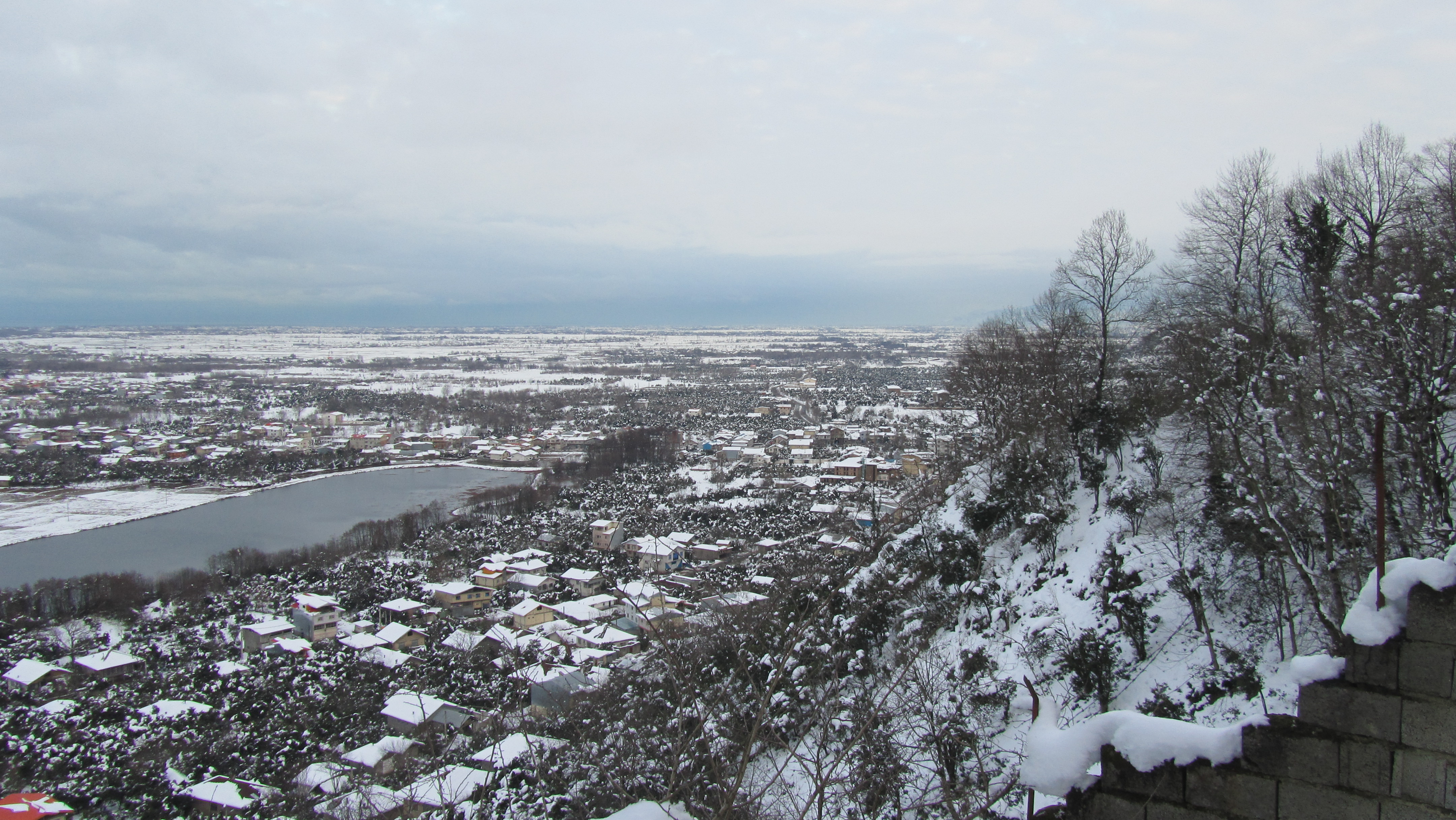
برف در پرشکوه. زمستان۹۲

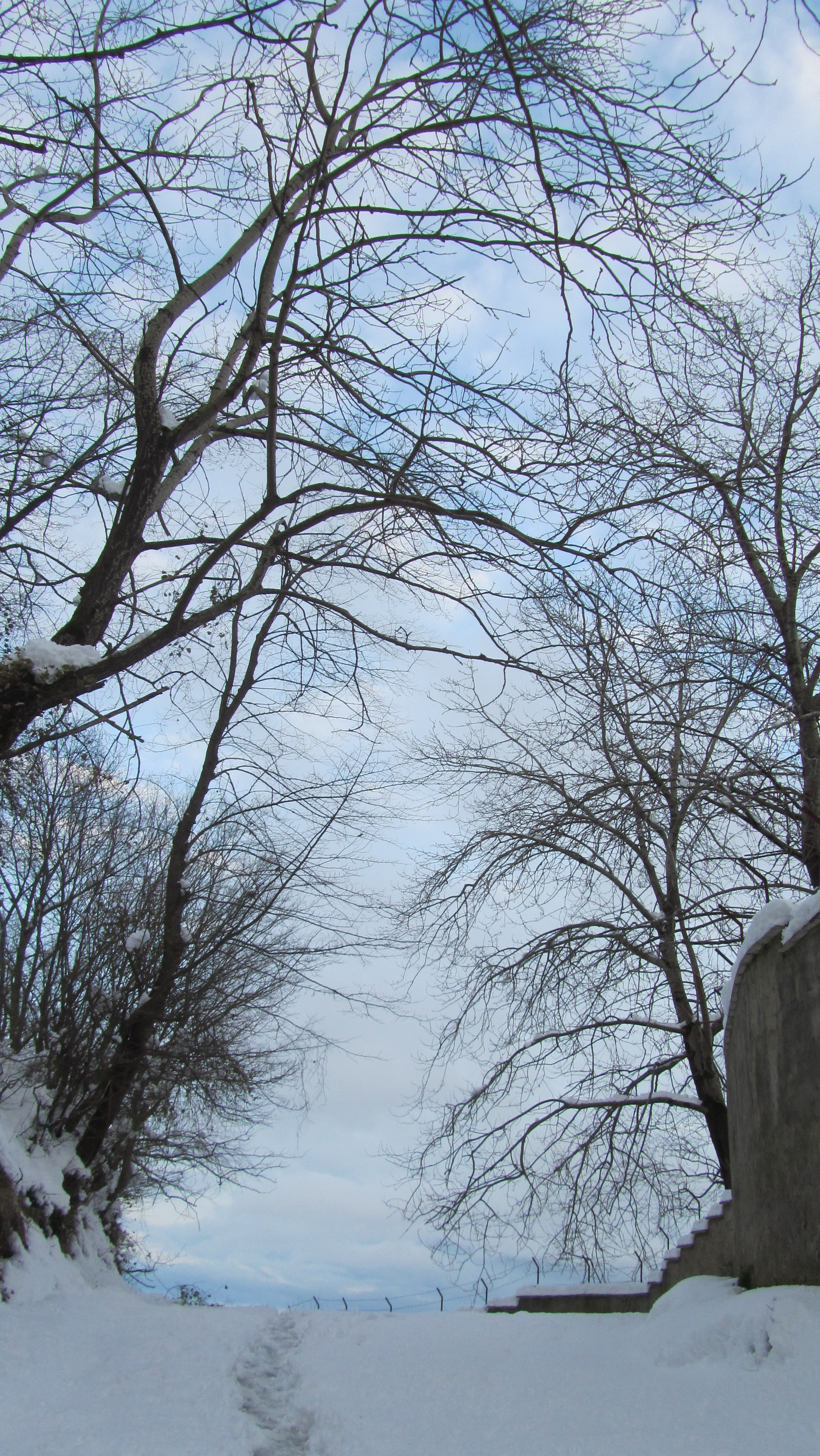
یوسف آباد پرشکوه. زمستان ۹۲

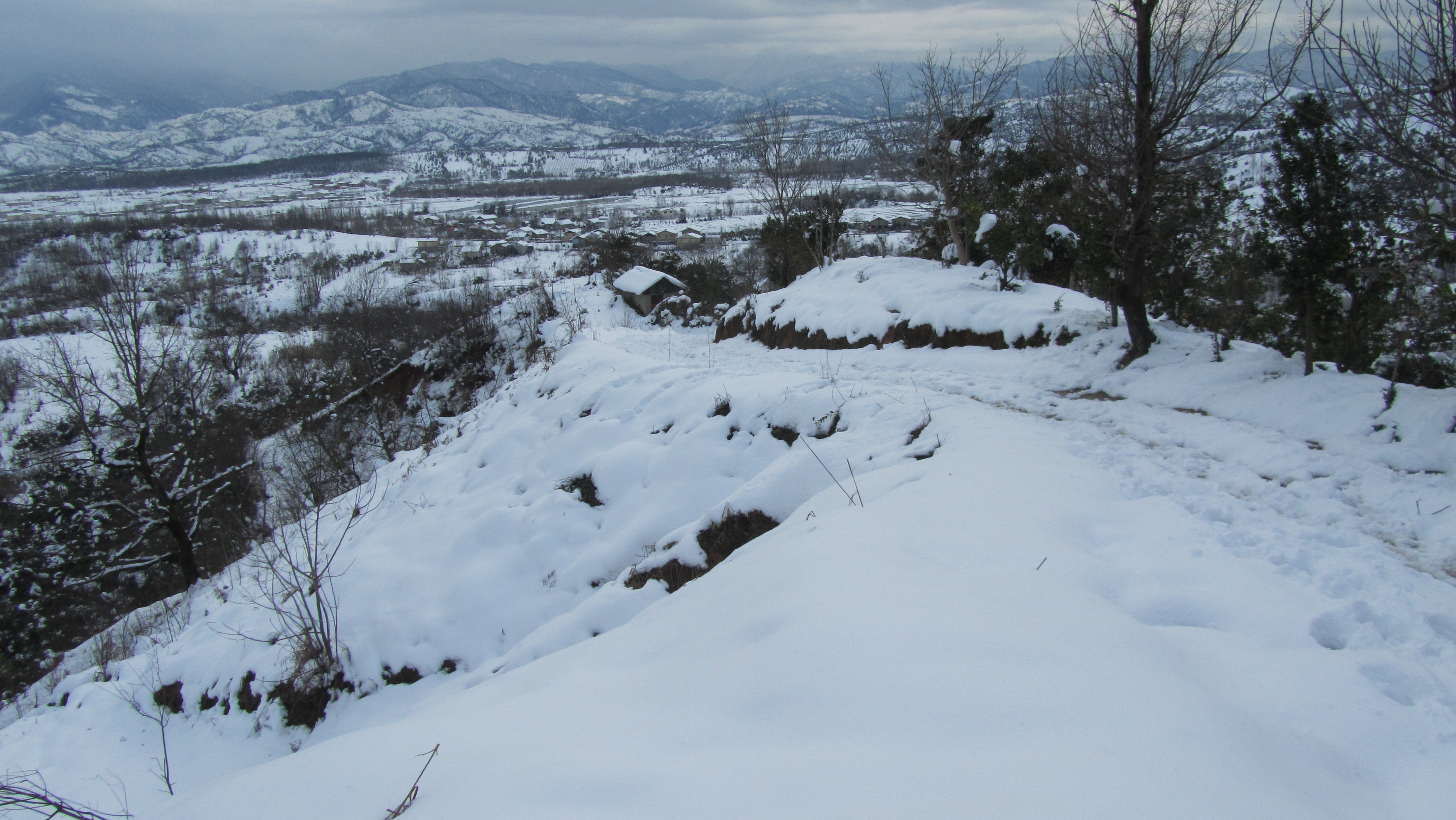
مازیکله. زمستان ۹۲

پرشکوه، روستایی از توابع شهرستان لنگرود در استان گیلان ایران است.

## جمعیت
این روستا در شهرستان لنگرود قرار دارد و براساس سرشماری مرکز آمار ایران در سال ۱۳۸۵، جمعیت آن ۱٬۰۷۰ نفر (۳۲۳خانوار) بوده‌است.